# کوترماهیان
کوترماهیان (Kotr-mahiyan) که در جنوب ایران با نام محلی دوولمی (dovolmi) و چنگو شناخته می‌شوند، شکارچیان ترسناکی برای سایر ماهیان هستند. بدن آن‌ها کشیده و شبیه اردک ماهی است. آرواره تحتانی جلو آمده‌است. دندان‌های تیز محکم و ترسناک در آرواره‌ها وجود دارد.
دو باله پشتی کاملاً از هم جدا هستند. دم دو شاخه‌است و خارهای آبششی کوچک هستند یا وجود ندارند.
طرح و شکل بدن آن‌ها یک نوع حالت حد واسط جالب توجه بین شکل ماهیان شکاری انتظاری و شکار چیان فعال به حساب می‌آیند.
کوترماهیان در آب‌های شفاف به‌طور فعال به اطراف شنا می‌کنند و غالباً به صورت دسته جمعی به جستجوی طعمه می‌پردازند.
مقطع عرضی سر باریک و رنگ نقره‌ای باعث کاهش قابلیت دید توسط طعمه می‌شود، در حالی که باله دمی طویل به همراه قرار گرفتن باله‌های پشتی و مخرجی در عقب بدن به آن‌ها امکان می‌دهد که سرعت انفجاری داشته باشند و فاصله بین خود و طعمه را سریع پر کنند.
این شیوه خصوصاً زمانی مطرح است که میزان نور کم باشد.
کوتر بزرگ اقیانوس اطلس تقریباً به طول ۲ متر است و گفته می‌شود که به غواصان نیز حمله می‌کند، اما این نوع حملات در مورد ۱۹ گونه دیگر نادر است و در واقع ناشناخته مانده‌است.
با این وجود آن‌ها ماهیان خوراکی عالی و ماهیان صید ورزشی مطلوب محسوب می‌شوند.

## جزئیات ریخت‌شناسی
- بدن این ماهیان دراز و معمولاً کمی از دو پهلو فشرده‌است.
- سر آن‌ها بزرگ و دارای پوزه کشیده و نوک تیز است.
- دهان آن‌ها بزرگ و افقی است و آرواره زیرین جلوتر از آرواره بالایی قرار می‌گیرد.
- دندان‌های نیش قوی با اندازه نامساوی در آرواره‌ها و کام(سقف دهان) دیده می‌شوند.
- دو باله پشتی کوتاه و مجزا با فاصله زیاد نسبت به هم قرار دارند، اولین باله دارای ۵ خار نسبتاً قوی است و حدوداً در مقابل باله‌های لگنی قرار گرفته‌است، باله پشتی دوم (نرم) نیز حدوداً در مقابل باله مخرجی واقع شده‌است.
- باله‌های سینه‌ای کوتاه هستند و باله دمی دو شاخه‌است.
- خط جانبی به خوبی توسعه یافته و تقریباً مستقیم است، فلس‌ها دایره‌ای هستند.

### رنگ
معمولاً قسمت بالای بدن خاکستری تا آبی با انعکاس‌هایی از رنگ نقره‌ای و قسمت پایین روشن‌تر تا سفید است.
گاهی اوقات بر روی بدن خطوط یا میله‌های عمودی یا مورب دیده می‌شود.
بعضی از گونه‌ها دارای خطوط راه‌راه طولی زرد/پرتقالی یا خال‌های تیره هستند.
کوترماهیان شکارچیان حریصی هستند که در دریاهای مناطق حاره و گرم-معتدل، عمدتاً در آبهای کرانه‌ای یافت می‌شوند، اما دراقیانوس آزاد نیز می‌توان آن‌ها را یافت.
آن‌ها غالباً در آب‌های سطحی به سر می‌برند، اما تا عمق ۱۰۰ متر یا بیشتر نیز دیده می‌شوند.
غالباً گونه‌های کوچک و ماهیان جوان رفتارهای گروهی و اجتماعی از خود نشان می‌دهند.
ماهیان بالغ بزرگ بسته به گونه عمدتاً انفرادی یا کم و بیش اجتماعی هستند، گونه‌های بزرگ انفرادی خطرناک هستند.
حملات مختلفی از این ماهیان در غرب اقیانوس هند گزارش شده‌است. حملات غالباً در آب‌های تیره کم عمق روی می‌دهد.
کوترماهیان نیز همانند کوسه‌ها مشکلی برای صیادان صنعتی به حساب می‌آیند.
گوشت آن‌ها خوب است و به صورت تازه، یخ زده، خشک، نمک‌سود یا دودی به بازار ارائه می‌شود.

## گونه‌های موجود در ایران
- کوتر چشم‌درشت Sphyraena forsteri : پراکنش در سراسر خلیج فارس و دریای عمان، بیشینه درازا ۶۵ سانتی‌متر.
- کوتر ساده Sphyraena jello : پراکنش در سراسر خلیج فارس و دریای عمان، بیشینه درازا ۱۵۰ سانتی‌متر.
- کوتر دهان‌زرد Sphyraena obtusata : پراکنش در سراسر خلیج فارس و دریای عمان، بیشینه درازا ۴۰ سانتی‌متر.
- کوتر مواج Sphyraena putnamiae: پراکنش در سراسر دریای عمان، بیشینه درازا ۹۰ سانتی‌متر.